# Accetto miracoli (singolo)
Accetto miracoli è un singolo del cantautore italiano Tiziano Ferro, pubblicato il 20 settembre 2019 come secondo estratto dall'omonimo album.

## Descrizione
Contrariamente al precedente singolo Buona (cattiva) sorte, il brano è una ballata incentrata principalmente sul pianoforte e sulla voce. Secondo il cantautore, il testo prende in esame il rapporto con il proprio destino parlando dell'argomento in maniera aperta, senza una connotazione necessariamente religiosa:

## Promozione
Oltre alla pubblicazione per il download digitale, il 18 ottobre 2019 il singolo è stato commercializzato anche nel formato 7", in tiratura limitata a 1600 copie e contenente nel lato B una versione alternativa del brano incisa con il compositore Julio Reyes Copello, inserita successivamente come bonus track dell'edizione digitale dell'album. Il 18 ottobre viene estratta come singolo in Spagna la versione in lingua spagnola intitolata Acepto milagros, in duetto con la cantante spagnola Ana Guerra. Questa versione viene incisa da solista con l'arrangiamento del compositore Julio Reyes Copello e inserita come bonus track del formato digitale dell'edizione spagnola dell'album.
Il brano in lingua italiana viene presentato dal vivo per la prima volta il 24 novembre 2019 a Che tempo che fa, in onda su Rai 2.
Il 30 giugno 2020 è stato pubblicato un video sul canale YouTube Officina Pasolini, con una nuova versione del brano eseguita in duetto con Tosca e registrata a distanza tra Roma (dove vive Tosca) e Los Angeles (dove Ferro si è trasferito).

## Video musicale
Il videoclip in lingua italiana, diretto da Gaetano Morbioli, è stato girato principalmente in bianco e nero e mostra il solo Ferro cantare il brano. Viene pubblicato il 20 settembre 2019 in contemporanea con l'uscita del singolo, attraverso il canale YouTube dell'artista.
Il videoclip in lingua spagnola è stato diretto da Tommaso Cardile e Sebastiano Tomada e viene pubblicato il 18 ottobre 2019 in contemporanea con l'uscita del singolo, attraverso il canale YouTube dell'artista.

## Tracce
Testi di Tiziano Ferro, musiche di Giordana Angi e Antonio Iammarino.
Download digitale
1. Accetto miracoli – 3:31

7" (Italia)
- Lato A

1. Accetto miracoli – 3:24

- Lato B

1. Accetto miracoli (Reyes Cut) – 3:06

Download digitale – versione spagnola
1. Acepto milagros (Tiziano Ferro & Ana Guerra) – 3:31

## Formazione
- Tiziano Ferro – voce, arrangiamenti vocali
- Timbaland – tastiera, programmazione
- Angel Lopez – tastiera, programmazione
- Federico Vindver – tastiera, programmazione
- Luca Scarpa – pianoforte
- Valeriano Chiaravalle – arrangiamenti orchestrali, conduzione orchestra
- Budapest Scoring Symphonic Orchestra – orchestrazione

Produzione
- Timbaland – produzione
- Angel Lopez – produzione
- Federico Vindver – produzione
- Fabrizio Giannini – produzione esecutiva
- David Rodriguez – ingegneria del suono
- Dave Poler – ingegneria del suono
- Pino "Pinaxa" Pischetola – ingegneria del suono, missaggio
- Marco Sonzini – registrazione voce
- Antonio Baglio – mastering

## Successo commerciale
Accetto miracoli ha ottenuto un buon successo in Italia, giungendo al quinto posto della Top Singoli. Al termine dell'anno è risultato essere l'85º brano più trasmesso dalle radio.

## Classifiche
| Classifica (2019) | Posizione massima |
| ----------------- | ----------------- |
| Italia            | 5                 |